# سیاست در تاجیکستان
کمی پس از استقلال تاجیکستان در سال ۱۹۹۱، جنگ داخلی پنج ساله میان دولت تحت حمایت مسکو و مخالفان اسلامگرا (به رهبری عبدالله نوری) درگرفت.
در این جنگ، بیش از ۵۰ هزار نفر کشته و بیش از ۷۰۰ هزار نفر بی‌خانمان شدند. در سال ۱۹۹۷ با میانجی‌گری سازمان ملل متحد، عهدنامهٔ صلح به امضای دو طرف رسید.
مشکلات امنیتی و فقر تاجیکستان، این کشور را به حمایت روسیه و حضور نظامیانش وابسته کرده‌است. نظامیان روسیه، بیشتر، از مرز مشترک تاجیکستان با افغانستان در مقابل قاچاق مواد مخدر نگهبانی می‌کنند.

## رئیس‌جمهور
امامعلی رحمان از سال ۱۹۹۲ ریاست جمهوری تاجیکستان را به عهده دارد.
در سال ۱۹۹۲، پس از استعفای اجباری رحمان نبی‌اف، نخستین رهبر این کشور پس از استقلال از اتحاد جماهیر شوروی پیشین، امامعلی رحمان، که پیش‌تر رئیس یک مجتمع کشاورزی بود، به مقام ریاست شورای عالی تاجیکستان منصوب شد.
در سال ۱۹۹۴، رحمان به مقام ریاست جمهوری انتخاب شد. پس از اتمام دورهٔ پنج ساله، او دوباره در سال ۱۹۹۹ به مدت هفت سال دیگر به این مقام برگزیده شد.
در سال ۲۰۰۳، در یک همه‌پرسی، ۹۳٪ مردم به اصلاح قانون اساسی (برای ممکن‌شدن انتخاب دوبارهٔ رحمان) رأی مثبت دادند. دولت می‌گوید که ۹۶٪ مردم در این همه‌پرسی شرکت کرده‌اند.
از آنجا که امکان تمدید دورهٔ ریاست‌جمهوری در کنار ده‌ها اصلاحیهٔ دیگر به رأی گذاشته شد، منتقدان دولت گفتند که رأی مردم با آگاهی کامل نبوده‌است.